# Liste von Urheberrechtsgesetzen
Die Liste gibt einen Überblick über die Gesetzgebung auf dem Gebiet des Urheberrechts in verschiedenen Staaten.
| Land               | Kürzel | Kont. | Spr. | Titel | In Kraft | Außer Kraft | Fundstelle                                                                        |
| ------------------ | ------ | ----- | ---- | --- | -------- | ----------- | --------------------------------------------------------------------------------- |
| Ägypten            | EG     | Af    | ara  | قانون رقم ٨٢ لسنة ٢٠٠٢ بإصدار قانون حماية حقوق الملكية الفكرية. الكتاب الثالث: حقوق المؤلف والحقوق المجاورة [المادتين ١٣٨-١٨٨                   | 2002     |             | الجريدة الرسمية، العدد ٢٢ (مكرر) في ٢ يونية ٢٠٠٢ WIPO (PDF; 1,2 MB)               |
| Ägypten            | EG     | Af    | ara  | قانون رقم ٣٥٤ لسنة ١٩٥٤ بإصدار قانون حماية حق المؤلف                                                                                            | 1954     | 2002        | الجريدة الرسمية، العدد ٤٩ (مكرر) في ٢٤ يونية ١٩٥٤ WIPO (PDF; 148 kB)              |
| Afghanistan        | AF     | As    | pus  | د مولف، مصنف، هنرمند او محقق د حقوقو د ملاتر (کاپی رایت) قانون                                                                                  | 2008     |             | رسمي جريده (۹۵۶)، ۱۳۸۷/۰۵/۰۵ (PDF) moj.gov.af                                     |
| Afghanistan        | AF     | As    | per  | فرمان شماره ۵۸ مؤرخ ۱۳۸۷/۴/۳۱ رئیس ج.ا.ا در بارهٔ توشیح قانون حمایت حقوق مؤلف، مصنف، هنرمند و محقق (کاپی رایت)                                   | 2008     |             | رسمي جريده (۹۵۶)، ۱۳۸۷/۰۵/۰۵ (PDF) moj.gov.af                                     |
| Deutschland        | DE     | Eu    | ger  | Gesetz über Urheberrecht und verwandte Schutzrechte (Urheberrechtsgesetz [UrhG]) vom 9. September 1965                                          | 1966     |             | BGBl. 1965 I S. 1273; konsolidiert                                                |
| Deutschland        | DE     | Eu    | ger  | Gesetz betreffend das Urheberrecht an Werken der bildenden Künste und der Photographie [KUG] vom 9. Januar 1907                                 | 1907     |             | RGBl. 1907 S. 7; Wikisource; konsolidiert                                         |
| Deutschland        | DE     | Eu    | ger  | Gesetz betreffend das Urheberrecht an Werken der Literatur und der Tonkunst [LUG] vom 19. Juni 1901                                             | 1902     | 1965        | RGBl. 1901 S. 227; Wikisource                                                     |
| Deutschland        | DE     | Eu    | ger  | Gesetz, betreffend das Urheberrecht an Werken der bildenden Künste vom 9. Januar 1876                                                           | 1876     | 1907        | RGBl. 1876 S. 4; Wikisource                                                       |
| Deutschland        | DE     | Eu    | ger  | Gesetz, betreffend das Urheberrecht an Schriftwerken, Abbildungen, musikalischen Kompositionen und dramatischen Werken vom 11. Juni 1870        | 1871     | 1901        | NBGBl. 1870 S. 339; Wikisource                                                    |
| DDR                | DE     | Eu    | ger  | Gesetz über das Urheberrecht vom 13. September 1965                                                                                             | 1966     | 1990        | GBl. 1965 I S. 209; Makrolog (PDF)                                                |
| Liechtenstein      | LI     | Eu    | ger  | Gesetz vom 19. Mai 1999 über das Urheberrecht und verwandte Schutzrechte (Urheberrechtsgesetz, URG)                                             | 1999     |             | LGBl. 1999 Nr. 160                                                                |
| Namibia            | NA     | Af    | eng  | Copyright and Neighbouring Rights Protection Act, 1994 (Act No. 6 of 1994)                                                                      | 1994     |             | Government gazette No. 845                                                        |
| Österreich         | AT     | Eu    | ger  | Bundesgesetz über das Urheberrecht an Werken der Literatur und der Kunst und über verwandte Schutzrechte (Urheberrechtsgesetz [UrhG])           | 1936     |             | BGBl. Nr. 111/1936; konsolidiert                                                  |
| Österreich         | AT     | Eu    | ger  | Gesetz, betreffend das Urheberrecht an Werken der Literatur, Kunst und Photographie                                                             | 1895     | 1936        | RGBl. Nr. 197/1895                                                                |
| Russland           | RU     | Eu    | rus  | Гражданский кодекс Российской Федерации. Часть четвертая от 18 декабря 2006 г. № 230-ФЗ [ст. 1225-1344]                                         | 2008     |             | РГ № 4255 от 22 декабря 2006 г.; СЗ РФ № 52 от 25 декабря 2006 г., ч. I, ст. 5496 |
| Schweiz            | CH     | Eu    | ger  | Bundesgesetz vom 9. Oktober 1992 über das Urheberrecht und verwandte Schutzrechte (Urheberrechtsgesetz, URG)                                    | 1993     |             | BBl 1992 VI 74; AS 1993 1798; SR 231.1 (konsolidiert)                             |
| Schweiz            | CH     | Eu    | ger  | Bundesgesetz vom 7. Dezember 1922 betreffend das Urheberrecht an Werken der Literatur und Kunst                                                 | 1923     | 1993        | BBl 1922 III 946; AS 1955 855; BS 2 817                                           |
| Schweiz            | CH     | Eu    | ger  | Bundesgesetz vom 23. April 1883 betreffend das Urheberrecht an Werken der Literatur und Kunst                                                   | 1884     | 1923        | BBl 1883 III 241                                                                  |
| Schweiz            | CH     | Eu    | fre  | Loi fédérale du 9 octobre 1992 sur le droit d’auteur et les droits voisins (Loi sur le droit d’auteur, LDA)                                     | 1993     |             | FF 1992 VI 71; RO 1993 1798; RS 231.1 (konsolidiert)                              |
| Schweiz            | CH     | Eu    | fre  | La loi fédérale du 7 décembre 1922 concernant le droit d’auteur sur les oeuvres littéraires et artistiques                                      | 1923     | 1993        | FF 1922 III 981; RO 1955 877; RS 2 807                                            |
| Schweiz            | CH     | Eu    | fre  | La fédérale du 23 avril 1883 concernant la propriété littéraire et artistique                                                                   | 1884     | 1923        | FF 1883 III 253                                                                   |
| Schweiz            | CH     | Eu    | ita  | Legge federale del 9 ottobre 1992 sul diritto d’autore e sui diritti di protezione affini (Legge sul diritto d’autore, LDA)                     | 1993     |             | FF 1992 VI 71; RU 1993 1798; RS 231.1 (konsolidiert)                              |
| Schweiz            | CH     | Eu    | ita  | La legge federale del 7 dicembre 1922 concernente il diritto d’autore sulle opere letterarie e artistiche                                       | 1923     | 1993        | FF 1923 I 91; RU 1955 885, 1028; CS 2 801                                         |
| Vereinigte Staaten | US     | Am    | eng  | An act for the general revision of the Copyright Law, title 17 of the United States Code, and for other purposes, Pub. L. 94-553, Oct. 19, 1976 | 1978     |             | 90 Stat. 2541; U.S.C. Title 17 (konsolidiert)                                     |
| Vereinigte Staaten | US     | Am    | eng  | An act to codify and enact into positive law title 17 of the United States Code, entitled “Copyrights”, July 30, 1947, ch. 391                  | 1947     | 1977        | 61 Stat. 652                                                                      |
| Vereinigte Staaten | US     | Am    | eng  | An act to amend and consolidate the acts respecting copyright, March 4, 1909, ch. 320                                                           | 1909     | 1947        | 35 Stat. 1075                                                                     |
| Vereinigte Staaten | US     | Am    | eng  | An act to revise, consolidate, and amend the Statutes relating to Patents and Copyrights, July 8, 1870, ch. CCXXX                               | 1870     | 1909        | 16 Stat. 198, §§ 85-111; Revised Statutes, Title LX, Chapter Three (§§ 4948-4971) |
| Vereinigte Staaten | US     | Am    | eng  | An act to amend the several acts respecting copy rights, Feb. 3, 1831                                                                           | 1831     | 1870        | 4 Stat. 436                                                                       |